# Tytus za pulpitem
Tytus za pulpitem, Tytus piszący, Tytus przy biurku – obraz holenderskiego malarza Rembrandta Harmenszoona van Rijn. Obraz sygnowany u dołu po lewej: Rembrandt f. 1655
Tytus był jedynym dzieckiem ze związku malarza z pierwszą żoną Saskią, które przeżyło okres dzieciństwa. Rembrandt wielokrotnie malował jego portret lub umieszczał jego podobiznę na innych obrazach. Mimo iż nie ma pewności, że pojawiająca się na wielu obrazach twarz tego samego chłopca przedstawia właśnie Tytusa, wizerunki te – stworzone w latach 1655–1662 – skłaniają historyków do uznania ich za portrety syna malarza. Tytus zmarł w 1668 roku, w wieku 27 lat, a jego śmierć pogrążyła Rembrandta w żalu do końca życia.

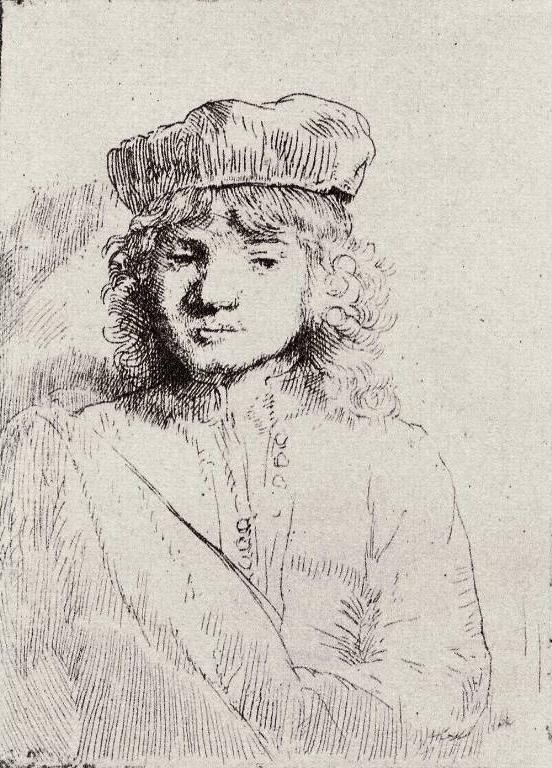
Portret Tytusa, akwaforta, 1656, Rijksmuseum

## Opis obrazu
Gdy powstawał obraz Tytus miał trzynaście lat, jednak na płótnie Rembrandt odmłodził go o 4–5 lat, kiedy miał duże oczy, małe usta i zaokrąglone policzki. Być może właśnie tak zapamiętał chłopca, gdy ten pilnie odrabiał lekcje. Tytus siedzi oparty o biurko, w ręku trzyma ołówek; przed nim leżą kartki papieru. Prawy kciuk opiera na policzku, wzrok skierowany ma przed siebie, co nadaje mu wyraz zadumy, być może nad treścią, którą ma umieścić na papierze. Na głowie ma beret, z pod którego wystają kręcone włosy. Postać ukazana została na ciemnym tle, a jedyne światło pada na twarz dziecka z lewej strony. Kompozycyjnie portret zbliżony jest do dzieła Jana van Scorela pt. Młody uczeń z 1531 roku; dzieło Rembrandta jest jednak wykonane w zupełnie innej technice.
Rok później Rembrandt ponownie namalował Tytusa czytającego książkę, także z beretem na głowie, oświetlonego przez niewielkie źródło światła (Muzeum Historii Sztuki w Wiedniu). Znana jest również akwaforta z tego samego okresu ukazująca Tytusa w charakterystycznym berecie na głowie (Rijksmuseum, Amsterdam).

## Proweniencja
Obraz znajdował się w zbiorach rodzinnych hrabiego Crawford i Balcarres w Haigh Hall, a następnie został zakupiony przez handlarza sztuki D. Katza (Dieren). W 1939 został sprzedany do Stichting Museum Boijmans Van Beuningen dzięki wsparciu stowarzyszenia miłośników sztuki „Vereniging Rembrandt” i stu dwudziestu donatorów związanych z muzeum. Od 1940 roku obraz jest wypożyczony do Museum Boijmans Van Beuningen w Rotterdamie.